# Herb Gorzowa Wielkopolskiego
Herb Gorzowa Wielkopolskiego – jeden z symboli miejskich Gorzowa Wielkopolskiego w postaci herbu.

## Wygląd i symbolika
Herb przedstawia czerwonego orła w polu białym, uzbrojonego w złoto trzymającego w szponach dwie zielone trójlistne koniczyny.
Czerwony orzeł na białym tle – symbol Brandenburgii, wywodzi się z genezy miasta, założonego przez margrabiów brandenburskich z dynastii askańskiej w 1257 roku.

## Historia

Herb Gorzowa Wielkopolskiego z okresu PRL

Po wojnie, mimo powszechnego stosowania w przestrzeni publicznej herbu z czerwonym orłem, starano się wypromować wersję herbu w której umieszczony był orzeł polski (tzw. „orzeł piastowski” lub wielkopolski – z racji przynależności terenów na których leży miasto do tej krainy m.in. w XIII wieku), co miało podkreślić przyłączenie Gorzowa Wielkopolskiego do Polski w 1945 roku, a także przynależność do Polski tych terenów w przeszłości. 8 marca 1996 roku został zatwierdzony oficjalnie przez Radę Miejską herb brandenburski.